# 31P/Schwassmann-Wachmann
31P/Schwassmann-Wachmann, o Cometa Schwassmann-Wachmann 2, è una cometa periodica del Sistema solare, scoperta il 17 gennaio 1929 da Arnold Schwassmann e Arno Arthur Wachmann dall'Osservatorio di Amburgo, in Germania-
La cometa è stata osservata in tutti i successivi ritorni.
La cometa appartiene alla famiglia delle comete gioviane. L'orbita da essa percorsa è stata influenzata da ripetuti incontri con il gigante gassoso. L'ultimo, avvenuto il 18 marzo 1997 (0,25 UA), ha mutato il periodo orbitale da 6,39 a 8,72 anni e la distanza perielica da 2,07 a 3,41 AU. Il prossimo incontro, previsto per il 28 novembre 2033 dovrebbe avere effetto opposto e quindi ridurre il periodo orbitale e la distanza perielica.
Nel 1929 l'astronoma Anne Sewell Young identificò la cometa con l'oggetto che era stato identificato erroneamente come il pianeta minore "Adelaide" (A904 EB).